# Phoebe scortechinii
Phoebe scortechinii är en lagerväxtart som först beskrevs av Gamb., och fick sitt nu gällande namn av K.M. Kochummen. Phoebe scortechinii ingår i släktet Phoebe och familjen lagerväxter. Inga underarter finns listade i Catalogue of Life.